# Icelandair
Icelandair — ісландська авіакомпанія, флагманський авіаперевізник країни. Базується в Міжнародному аеропорту Кеплавік. Компанія виконує рейси в 25 міст в 12 країнах по обох берегах Атлантичного океану. Штаб-квартира — у Рейк'явіку.

## Власники і керівництво

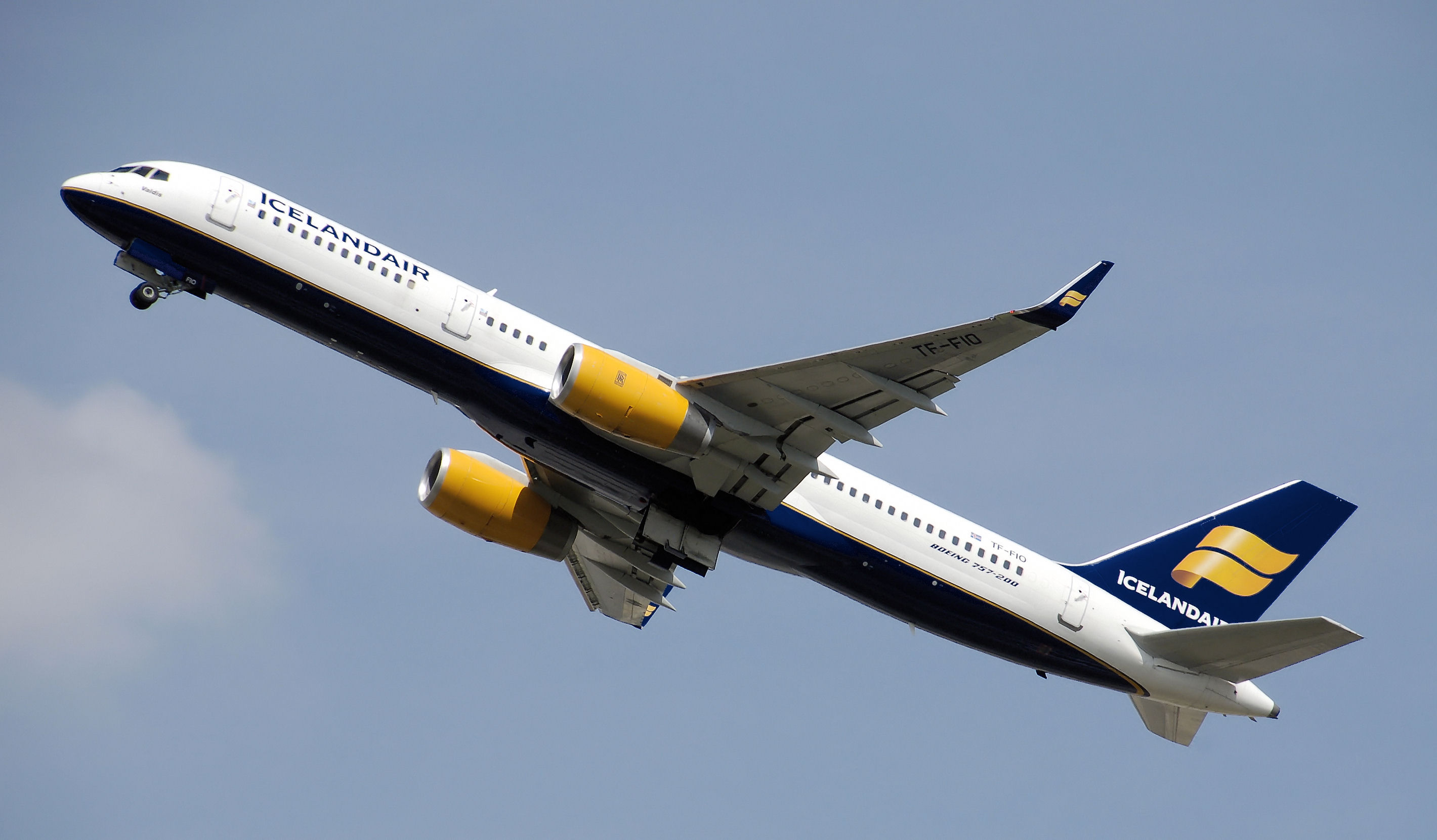
Boeing 757 авіакомпанії Icelandair, виконує зліт в лондонському аеропорту Хітроу

Президент і головний керуючий — Бьєргольфур Йоханссон.

## Флот
Авіапарк компанії на листопад 2016 року включав такі повітряні судна.
Середній вік літаків становить 21 рік.